# Sigmund von Weech
Sigmund Franz Xaver Wilhelm Otto von Weech (* 26. Mai 1888 in Landsberg am Lech; † 27. September 1982 in München) war ein deutscher Grafiker sowie Textilkünstler und -unternehmer.

## Leben

Staatssiegel des Deutschen Reichs, 1921. Weechs Entwurf wird seit 1950 als Bundessiegel und für weitere Funktionen verwendet.

Von Weech, Sohn des bayerischen Generalmajors Karl Sigmund von Weech (1844–1932) und dessen Frau Franziska, geborene Bauer (1852–1914), studierte Architektur an der Königlich Bayerischen Technischen Hochschule München sowie Grafik an der Königlichen Kunstgewerbeschule München unter Julius Diez. Ab 1912 arbeitete er als Assistent, später als Lehrkraft für Innenarchitektur und Zeichnen in der Architekturabteilung der Technischen Hochschule München. Zusammen mit dem Schriftkünstler Rudolf Koch lieferte er 1921 im Auftrag des Reichskunstwarts Edwin Redslob Entwürfe zu einem Reichsadler für das Staatswappen des Deutschen Reiches, das als Weimarer Republik nach einer neuen Form für staatliche Symbole und Hoheitszeichen suchte. Die dabei entstandenen Adler bildeten Grundlagen für das Staatssiegel der Weimarer Republik und für die Standarte des Reichspräsidenten, auch für den Adler des späteren Bundessiegels und den Adler im Medaillon des späteren Verdienstordens der Bundesrepublik Deutschland. Ein Adler-Entwurf von Weechs, der ab 1924 auf Briefmarken des Deutschen Reichs erschien, wurde 1926 von Karl-Tobias Schwab weiter vereinfacht. Schwabs Adler fand 1927 zunächst Eingang in Amtssiegel der Reichswehr, 1928 dann in das Signet der deutschen Olympiamannschaft sowie in das Staatswappen der Weimarer Republik, 1950 in das Bundeswappen Deutschlands.
1920 eröffnete von Weech mit seiner dritten Ehefrau Angelina (1882–1962), einer Tochter des Kunsthändlers Fritz Gurlitt und früheren Schauspielschülerin von Louise Dumont und Gustav Lindemann, in Schaftlach nahe Tegernsee eine Werkstatt für Handweberei, die über 100 Arbeiter beschäftigte und Kleider-, Herren-, Mantel- und Dekorationsstoffe sowie Decken, Teppiche und Wandbehänge produzierte. Ein Geschäftslokal seiner Firma lag am Odeonsplatz in München. 1925 hatte er bereits über 700 Muster auf den Markt gebracht. Unter anderem fertigte er für Hugo Junkers Stoffe zu Stahlrohrstühlen und -sesseln. Das Flächendesign seiner Stoffe war von Gestaltungsprinzipien des Bauhauses beeinflusst. Außer der Handweberei betrieb von Weech eine Werkstatt für Marmormosaike und Scagliola-Technik. Von 1931 bis 1943 war er Direktor der Textil- und Modeschule der Stadt Berlin (Höhere Fachschule für Textil- und Bekleidungsindustrie). 1948 ging er wieder nach München, wo er ein Atelier für dekorative Textilien eröffnete. Für den Muster-Schmidt-Verlag in Göttingen verfasste er in den 1950er und 1960er Jahren Sachbücher für Zeichner und Grafiker. Mehrmals reiste von Weech nach Japan.

## Werke (Auswahl)

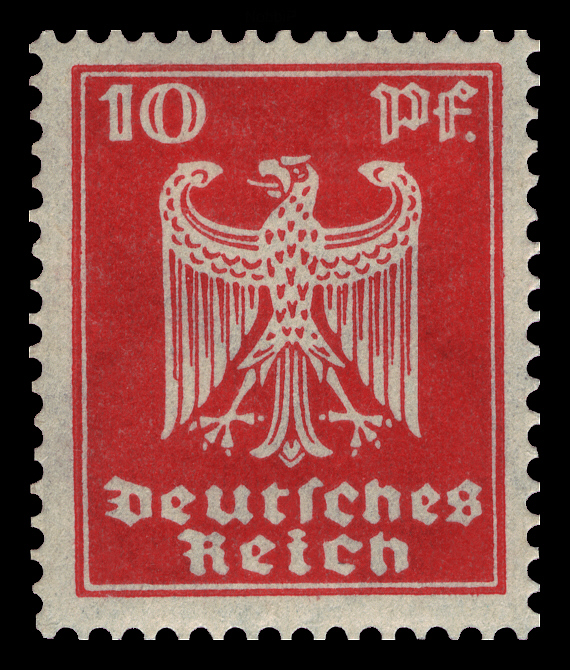
Dauermarke Reichsadler (10 Pfennig), 1924

### Grafik, Staatssymbole, Ehrenzeichen
- Dienstmarkenserie Bayern, 1920
- Briefmarkenserie Deutsches Reich: Bayern Patrona Bavariæ (mit Marienbildnis), 1920
- Wasserturm, Nördlingen, Holzschnitt, um 1920
- Wehrgang, Nördlingen, Holzschnitt, um 1920
- Reimlingerter, Nördlingen, Holzschnitt, um 1920
- zusammen mit Rudolf Koch: Entwürfe für Reichsadler als Hoheitszeichen des Deutschen Reichs, 1921
- Dauermarken Reichsadler, 1924
- Sondermarke Deutsche Verkehrs-Ausstellung München , 1925
- Briefmarkenserie Deutsches Reich: Nothilfe (mit Reichsadler und den Wappen deutscher Länder), 1925–1929
- Entwurf für das Wappen Berlins, 1934
- Entwürfe für das persönliche KPM-Jagdservice von Hermann Göring in Carinhall
- Entwurf des Erdkampfabzeichens der Luftwaffe, spätestens 1942

### Schriften
- Handwerk und Maschine in der Weberei, 1933 (Digitalisat)
- Wie zeichne ich Blumen, 1951
- mit Christian Gecks: Wie zeichne ich geometrische Muster, 1959
- Wie schreibe ich Schrift, 1961
- mit Charlotte von Weech: Topographische Zeichnungen, Bilderläuterungen und Skizzen aus der Türkei, 1973